# Pochardiana ou le Rêveur éveillé
Pochardiana ou le Rêveur éveillé er en fransk stumfilm fra 1908 af Georges Méliès.